# Elatostema montanum
Elatostema montanum är en nässelväxtart som beskrevs av Stephan Ladislaus Endlicher. Elatostema montanum ingår i släktet Elatostema och familjen nässelväxter. Inga underarter finns listade i Catalogue of Life.